# Filmjahr 1943
Liste der Filmjahre

◄◄ | ◄ | 1939 | 1940 | 1941 | 1942 | Filmjahr 1943 | 1944 | 1945 | 1946 | 1947 | ► | ►►

Weitere Ereignisse

## Ereignisse
- Am 8. Januar führt der Wiener Polizeipräsident die Kinobetriebssperre ab 22 Uhr ein.
- 5. Februar: In San Francisco hat der Western The Outlaw (Geächtet) mit Jane Russell in ihrer ersten Filmrolle seine Uraufführung.
- 17. Mai: Der Spielfilm Ossessione (Besessenheit) des italienischen Regisseurs Luchino Visconti  wird uraufgeführt. Der Film mit Clara Calamai und Massimo Girotti in den Hauptrollen basiert auf dem Kriminalroman Wenn der Postmann zweimal klingelt von James M. Cain und wird oft als Beginn des italienischen Neorealismus gesehen. Er kommt im Juni nur kurz in die italienischen Kinos und wird schließlich von der Zensur verboten. Das Negativ wird vernichtet, jedoch gelingt es Visconti, eine Kopie zu retten.

## Erfolgreichste Filme

### Top 10 in den USA
Die zehn erfolgreichsten Filme an den US-amerikanischen Kinokassen nach Einspielergebnis.
| Platz | Filmtitel               | Einspielergebnis in US-Dollar |       |
| ----- | ----------------------- | ----------------------------- | ----- |
| 1.    | This is the Army        | 8.301.000                     | [ 1 ] |
| 2.    | For Whom the Bell Tolls | 6.300.000                     | [ 2 ] |
| 3.    | The Song of Bernadette  | 5.000.000                     | [ 2 ] |
| 4.    | Stage Door Canteen      | 4.350.000                     | [ 3 ] |
| 5.    | Star Spangled Rhythm    | 3.850.000                     | [ 4 ] |
| 6.    | Thousands Cheer         | 3.751.000                     | [ 5 ] |
| 7.    | Casablanca              | 3.398.000                     | [ 1 ] |
| 8.    | Coney Island            | 3.305.000                     | [ 6 ] |
| 9.    | Destination Tokyo       | 3.237.000                     | [ 1 ] |
| 10.   | Dixie                   | 3.100.000                     | [ 4 ] |

## Filmpreise

### Academy Awards
Die diesjährige Oscarverleihung findet am 4. März im Ambassador Hotel in Los Angeles statt. Aufgrund des Zweiten Weltkrieges werden die Oscar bis zum Ende des Krieges nur als Plastikrepliken verliehen. Nach dem Kriege wurden sie alle gegen Originale ausgetauscht. Moderator ist in diesem Jahr Bob Hope.
- Bester Film: Mrs. Miniver von William Wyler
- Bester Hauptdarsteller: James Cagney in Yankee Doodle Dandy
- Beste Hauptdarstellerin: Greer Garson in Mrs. Miniver
- Bester Regisseur: William Wyler für Mrs. Miniver
- Bester Nebendarsteller: Van Heflin in Johnny Eager
- Beste Nebendarstellerin: Teresa Wright in Mrs. Miniver
- Bester Song: Irving Berlin für White Christmas in Holiday Inn
- Beste Musik: Max Steiner für Reise aus der Vergangenheit
- Irving G. Thalberg Memorial Award: Sidney Franklin

Vollständige Liste der Preisträger

### Filmfestspiele von Venedig
Aufgrund des Zweiten Weltkriegs findet ab 1943 das Filmfestival Venedig nicht statt. Das nächste Festival wird erst wieder 1946 stattfinden.

### New York Film Critics Circle Award
- Bester Film: Die Wacht am Rhein von Herman Shumlin
- Beste Regie: George Stevens für Immer mehr, immer fröhlicher
- Bester Hauptdarsteller: Paul Lukas in Die Wacht am Rhein
- Beste Hauptdarstellerin: Ida Lupino in Das Geständnis einer Frau

### Weitere Filmpreise und Auszeichnungen
- National Board of Review: Ritt zum Ox-Bow von William A. Wellman

## Geburtstage

### Januar bis März
Januar

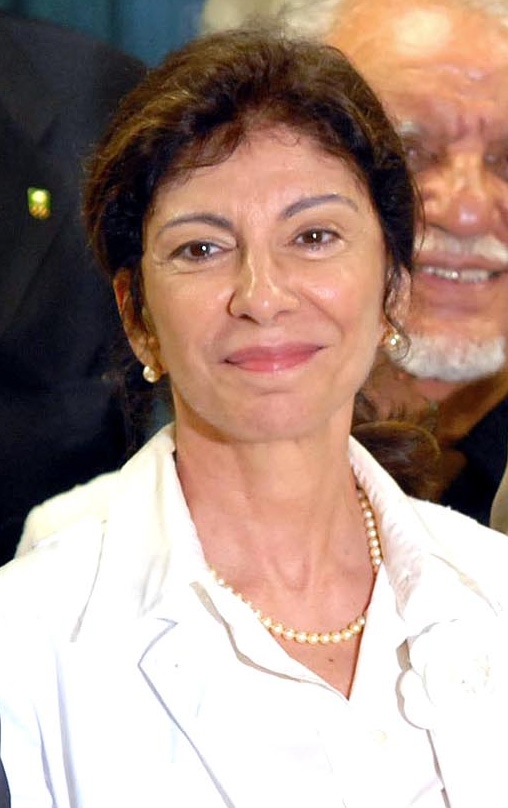
Marília Pêra (* 22. Januar)

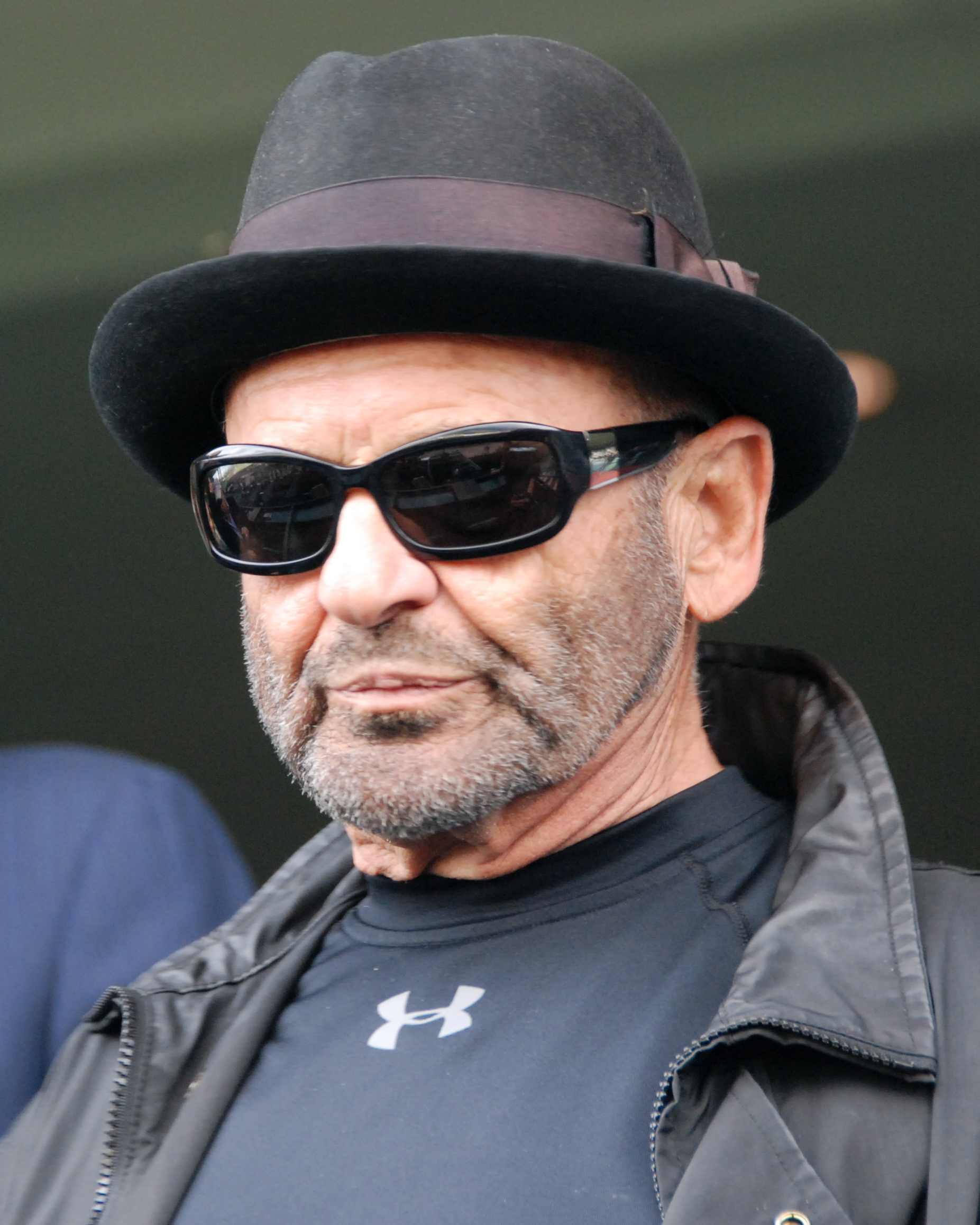
Joe Pesci (* 9. Februar)

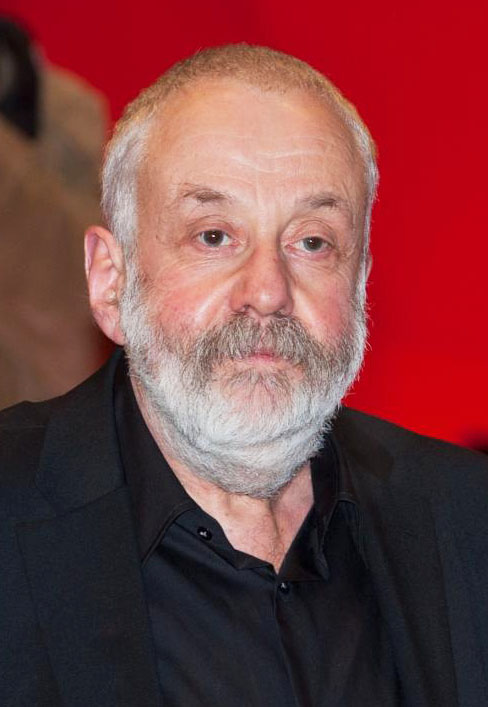
Mike Leigh (* 20. Februar)

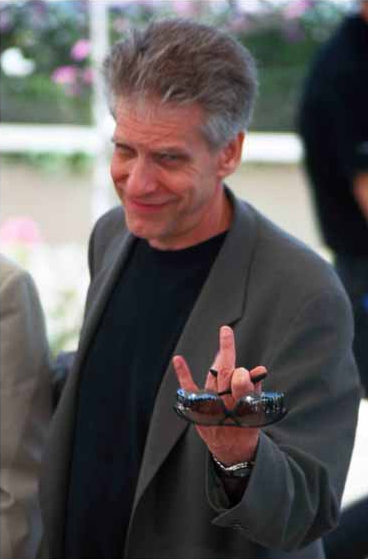
David Cronenberg (* 15. März)

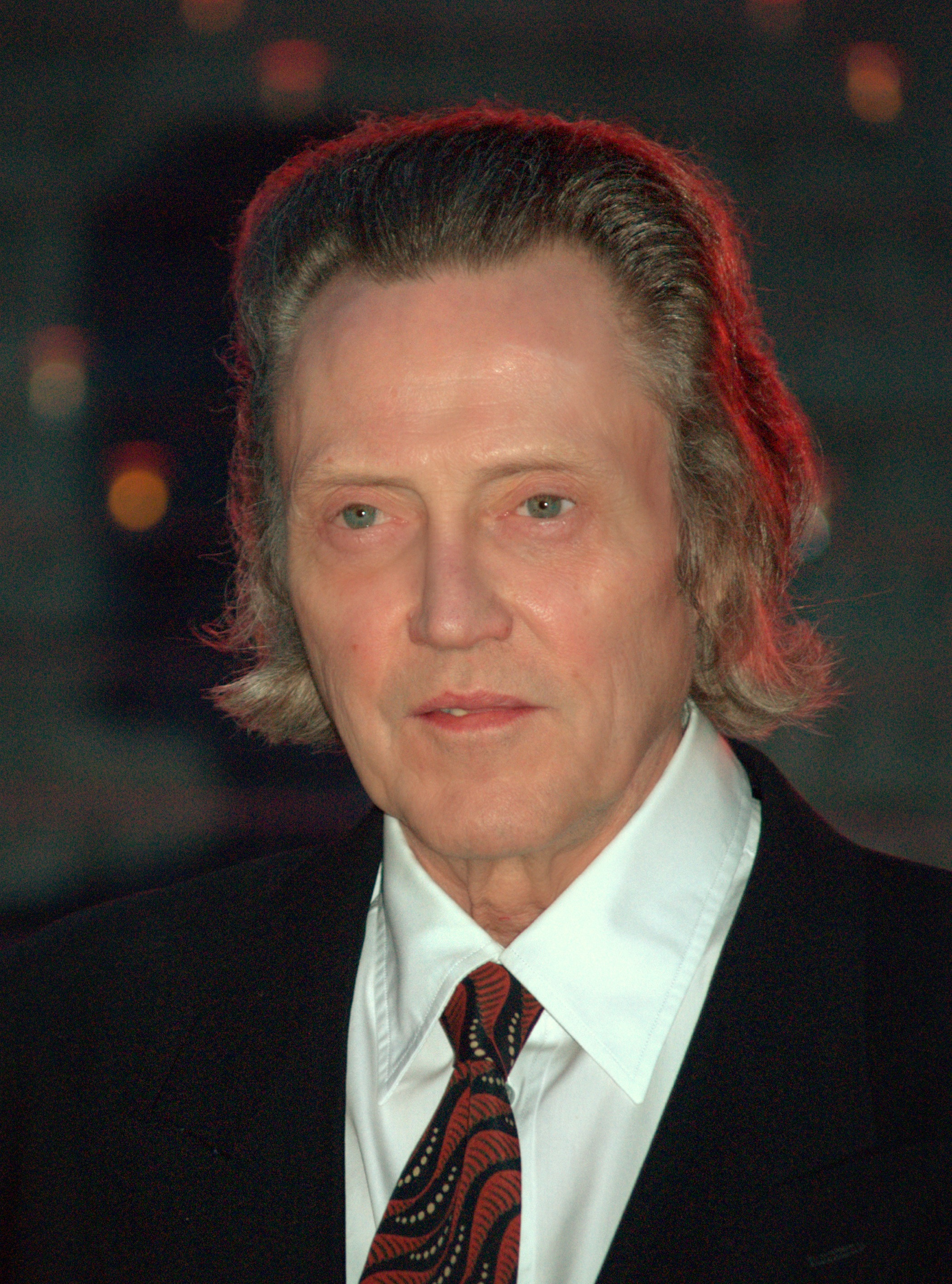
Christopher Walken (* 31. März)

- 01. Januar: Stanley Kamel, US-amerikanischer Schauspieler († 2008)
- 01. Januar: Allan Starski, polnischer Szenenbildner
- 02. Januar: Edward Kłosiński, polnischer Kameramann († 2008)
- 10. Januar: Andreas von der Meden, deutscher Schauspieler und Synchronsprecher († 2017)
- 13. Januar: Richard Moll, US-amerikanischer Schauspieler († 2023)
- 14. Januar: Holland Taylor, US-amerikanische Schauspielerin
- 16. Januar: Michael Klier, deutscher Regisseur und Drehbuchautor
- 18. Januar: Paul Freeman, US-amerikanischer Schauspieler
- 19. Januar: Larry Clark, US-amerikanischer Regisseur
- 20. Januar: Chiu Chi Ling, chinesischer Schauspieler
- 22. Januar: Marília Pêra, brasilianische Schauspielerin († 2015)
- 23. Januar: Gil Gerard, US-amerikanischer Schauspieler
- 24. Januar: Sharon Tate, US-amerikanische Schauspielerin († 1969)
- 25. Januar: Tobe Hooper, US-amerikanischer Regisseur († 2017)

Februar
- 01. Februar: Tina Sloan, US-amerikanische Schauspielerin
- 01. Februar: Brigitte Swoboda, österreichische Schauspielerin († 2019)
- 02. Februar: Ulrich Frank, deutscher Schauspieler und Synchronsprecher († 2017)
- 03. Februar: Blythe Danner, US-amerikanische Schauspielerin
- 03. Februar: Jan Vlasák, tschechischer Schauspieler
- 05. Februar: Michael Mann, US-amerikanischer Regisseur
- 06. Februar: Gayle Hunnicutt, US-amerikanische Schauspielerin
- 08. März: Susan Clark, kanadische Schauspielerin
- 09. Februar: Joe Pesci, US-amerikanischer Schauspieler
- 15. Februar: Elke Heidenreich, deutsche Drehbuchautorin und Schauspielerin
- 16. Februar: Dante Ferretti, italienischer Szenenbildner
- 17. Februar: Gérard Rinaldi, französischer Schauspieler († 2012)
- 20. Februar: Mike Leigh, britischer Regisseur und Drehbuchautor
- 21. Februar: Roberto Faenza, italienischer Regisseur und Drehbuchautor
- 21. Februar: David Geffen, US-amerikanischer Produzent
- 24. Februar: Fritz Schediwy, deutscher Schauspieler († 2011)
- 26. Februar: Bill Duke, US-amerikanischer Schauspieler und Regisseur

März
- 01. März: Franz Hohler, schweizerischer Schriftsteller und Drehbuchautor
- 08. März: Lynn Redgrave, britische Schauspielerin († 2010)
- 09. März: Trish Van Devere, US-amerikanische Schauspielerin
- 10. März: Myra Frances, britische Schauspielerin († 2021)
- 10. März: Bruce Joel Rubin, US-amerikanischer Drehbuchautor
- 11. März: Bernd Fischerauer, österreichischer Regisseur, Drehbuchautor und Schauspieler († 2017)
- 12. März: Sigrid Pein, deutsche Schauspielerin und Hörspielsprecherin
- 13. März: André Téchiné, französischer Regisseur und Drehbuchautor
- 15. März: David Cronenberg, kanadischer Regisseur
- 17. März: Don Mitchell, US-amerikanischer Schauspieler († 2013)
- 25. März: Paul Michael Glaser, US-amerikanischer Schauspieler
- 28. März: Richard Eyre, britischer Regisseur
- 28. März: Conchata Ferrell, US-amerikanische Schauspielerin († 2020)
- 29. März: Eric Idle, britischer Schauspieler
- 31. März: Roy Andersson, schwedischer Regisseur
- 31. März: Christopher Walken, US-amerikanischer Schauspieler

### April bis Juni
April

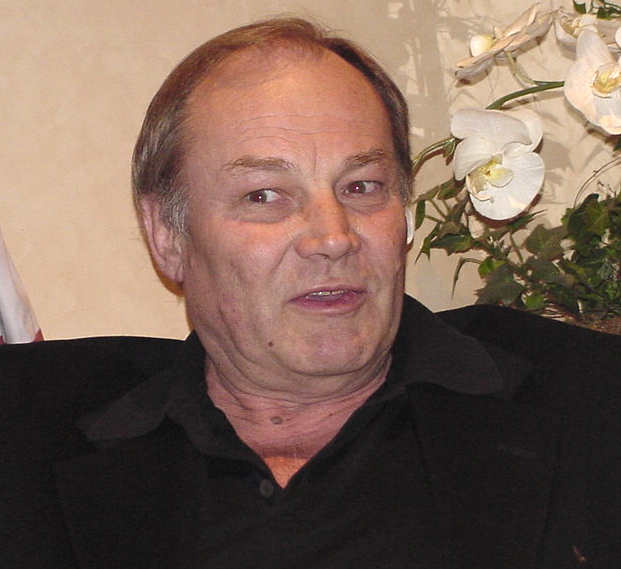
Klaus Maria Brandauer (* 22. Juni)

- 01. April: Ugo Adinolfi, italienischer Schauspieler († 2016)
- 02. April: Carola Regnier, deutsche Schauspielerin und Tänzerin († 2011)
- 02. April: Antonio Sabàto, italienischer Schauspieler († 2021)
- 08. April: James Herbert, britischer Schriftsteller († 2013)
- 08. April: Jack O’Halloran, US-amerikanischer Schauspieler
- 10. April: Yasuko Nagazumi, US-amerikanische Schauspielerin
- 11. April: Edward R. Pressman, US-amerikanischer Filmproduzent († 2023)
- 18. April: Zeki Alasya, türkischer Schauspieler, Regisseur und Drehbuchautor († 2015)
- 20. April: Edie Sedgwick, US-amerikanische Schauspielerin († 1971)
- 27. April: Ryszard Bugajski, polnischer Regisseur († 2019)
- 28. April: Jacques Dutronc, französischer Schauspieler
- 29. April: Dominique Labourier, französische Schauspielerin

Mai
- 10. Mai: David Clennon, US-amerikanischer Schauspieler
- 16. Mai: Jon Jost, US-amerikanischer Filmemacher
- 21. Mai: Jürgen Pooch, niederdeutscher Volksschauspieler, Sprecher und Autor († 1998)
- 24. Mai: Gary Burghoff, US-amerikanischer Schauspieler
- 27. Mai: Arthur Bressan, US-amerikanischer Regisseur und Produzent († 1987)
- 29. Mai: Jeffrey L. Kimball, US-amerikanischer Kameramann
- 30. Mai: Hermann Beyer, deutscher Schauspieler
- 31. Mai: Sharon Gless, US-amerikanische Schauspielerin

Juni
- 13. Juni: Malcolm McDowell, britischer Schauspieler
- 14. Juni: Jeanine Meerapfel, argentinisch-deutsche Regisseurin, Drehbuchautorin und Dozentin
- 16. Juni: Joan Van Ark, US-amerikanische Schauspielerin
- 16. Juni: Dagmar Lassander, deutsche Schauspielerin
- 19. Juni: Dieter Haspel, österreichischer Schauspieler und Regisseur († 2016)
- 19. Juni: Shomu Mukherjee, indischer Regisseur und Produzent († 2008)
- 22. Juni: Klaus Maria Brandauer, österreichischer Schauspieler und Regisseur
- 22. Juni: Thomas Elsaesser, deutscher Filmwissenschaftler, -historiker, Regisseur und Filmautor († 2019)
- 24. Juni: Georg Stanford Brown, US-amerikanischer Schauspieler
- 26. Juni: John Beasley, US-amerikanischer Schauspieler († 2023)
- 29. Juni: Fred Robsahm, norwegischer Schauspieler († 2015)

### Juli bis September
Juli

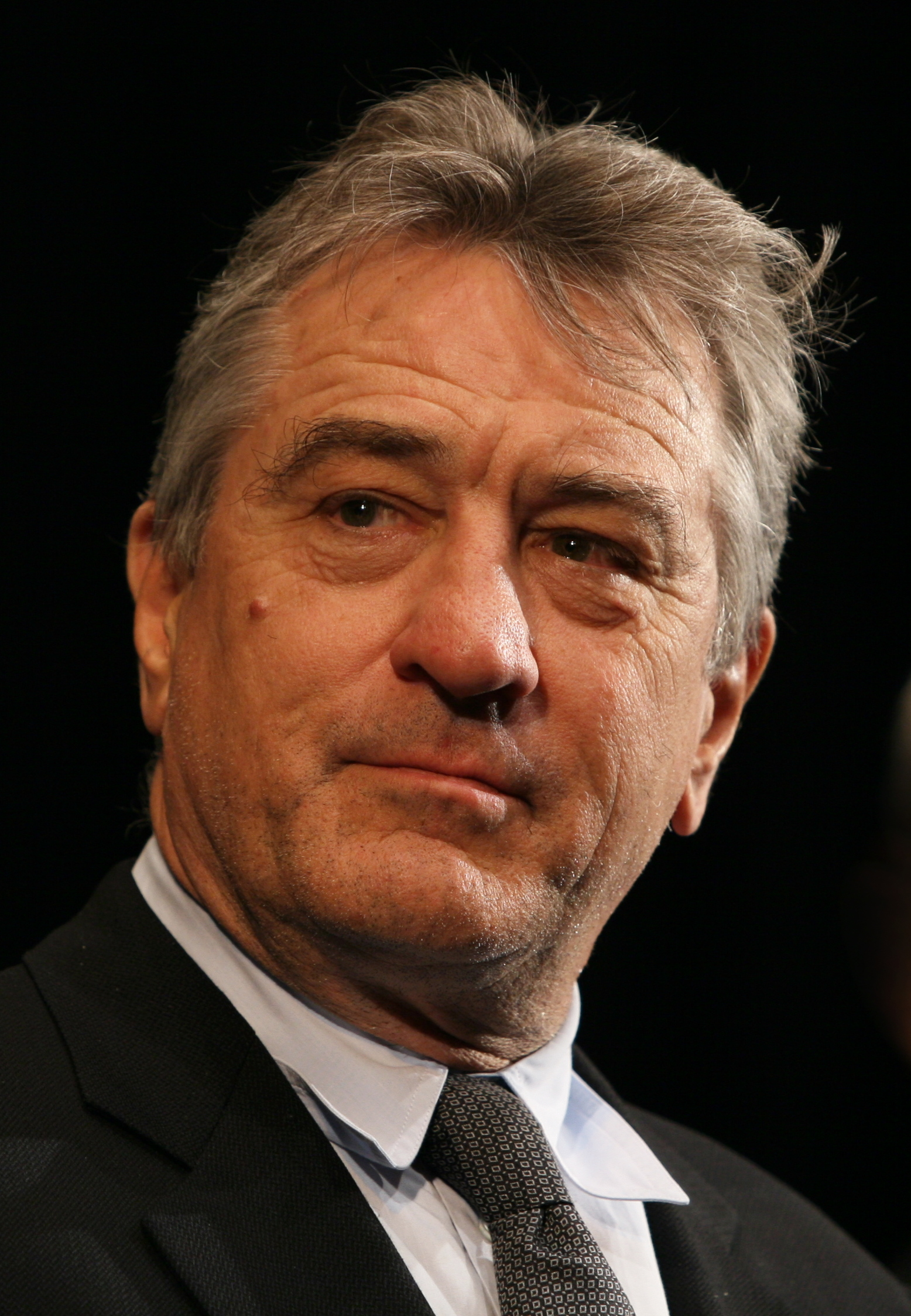
Robert De Niro (* 17. August)

- 03. Juli: Kurtwood Smith, US-amerikanischer Schauspieler
- 12. Juli: Walter Murch, US-amerikanischer Filmeditor und Tonmeister
- 15. Juli: Frank Glaubrecht, deutscher Schauspieler und Synchronsprecher
- 21. Juli: Edward Herrmann, US-amerikanischer Schauspieler († 2014)
- 25. Juli: Janet Margolin, US-amerikanische Schauspielerin († 1993)
- 26. Juli: Peter Hyams, US-amerikanischer Regisseur

August
- 02. August: Max Wright, US-amerikanischer Schauspieler († 2019)
- 04. August: Margaret Lee, britische Schauspielerin († 2024)
- 06. August: Michael Anderson Jr., britischer Schauspieler
- 07. August: Alain Corneau, französischer Regisseur und Drehbuchautor († 2010)
- 07. August: Kiril Kawadarkow, bulgarischer Schauspieler († 2025)
- 10. August: Klaus Emmerich, deutscher Regisseur
- 11. August: Boaz Davidson, israelischer Regisseur
- 15. August: Barbara Bouchet, US-amerikanische Schauspielerin
- 17. August: Robert De Niro, US-amerikanischer Schauspieler
- 18. August: Martin Mull, US-amerikanischer Schauspieler († 2024)
- 20. August: Dragan Nikolić, serbischer Schauspieler († 2016)
- 21. August: Lino Capolicchio, italienischer Schauspieler († 2022)
- 21. August: Hugh Wilson, US-amerikanischer Regisseur († 2018)
- 22. August: Dante Spinotti, US-amerikanischer Kameramann
- 25. August: Gunter Berger, deutscher Schauspieler († 2015)
- 25. August: Lisa Harrow, neuseeländische Schauspielerin
- 25. August: Harry Manfredini, US-amerikanischer Komponist
- 27. August: Tuesday Weld, US-amerikanische Schauspielerin
- 28. August: David Soul, US-amerikanischer Schauspieler († 2024)

September
- 03. September: Valerie Perrine, US-amerikanische Schauspielerin
- 24. September: Hanania Baer, israelischer Kameramann und Regisseur
- 25. September: Lee Aaker, US-amerikanischer Schauspieler († 2021)
- 25. September: Robert Walden, US-amerikanischer Schauspieler
- 29. September: Marianne Mendt, österreichische Sängerin und Schauspielerin

### Oktober bis Dezember
Oktober

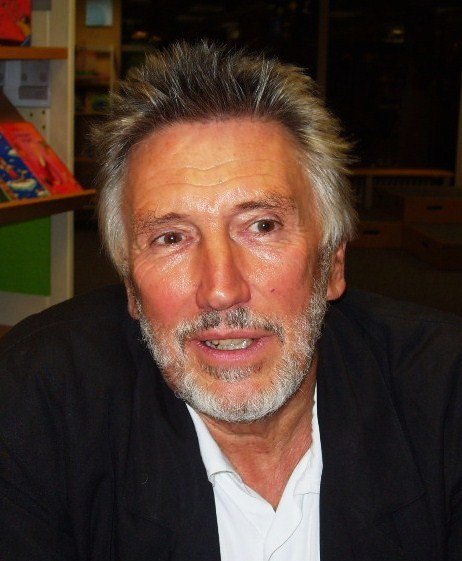
Christian Brückner (* 17. Oktober)

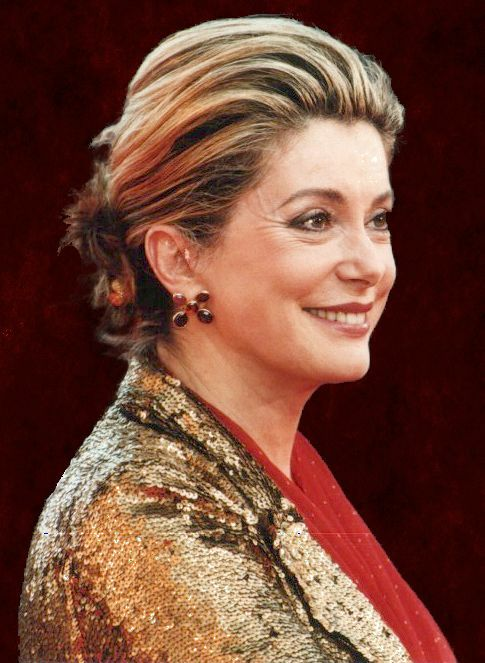
Catherine Deneuve (* 22. Oktober)

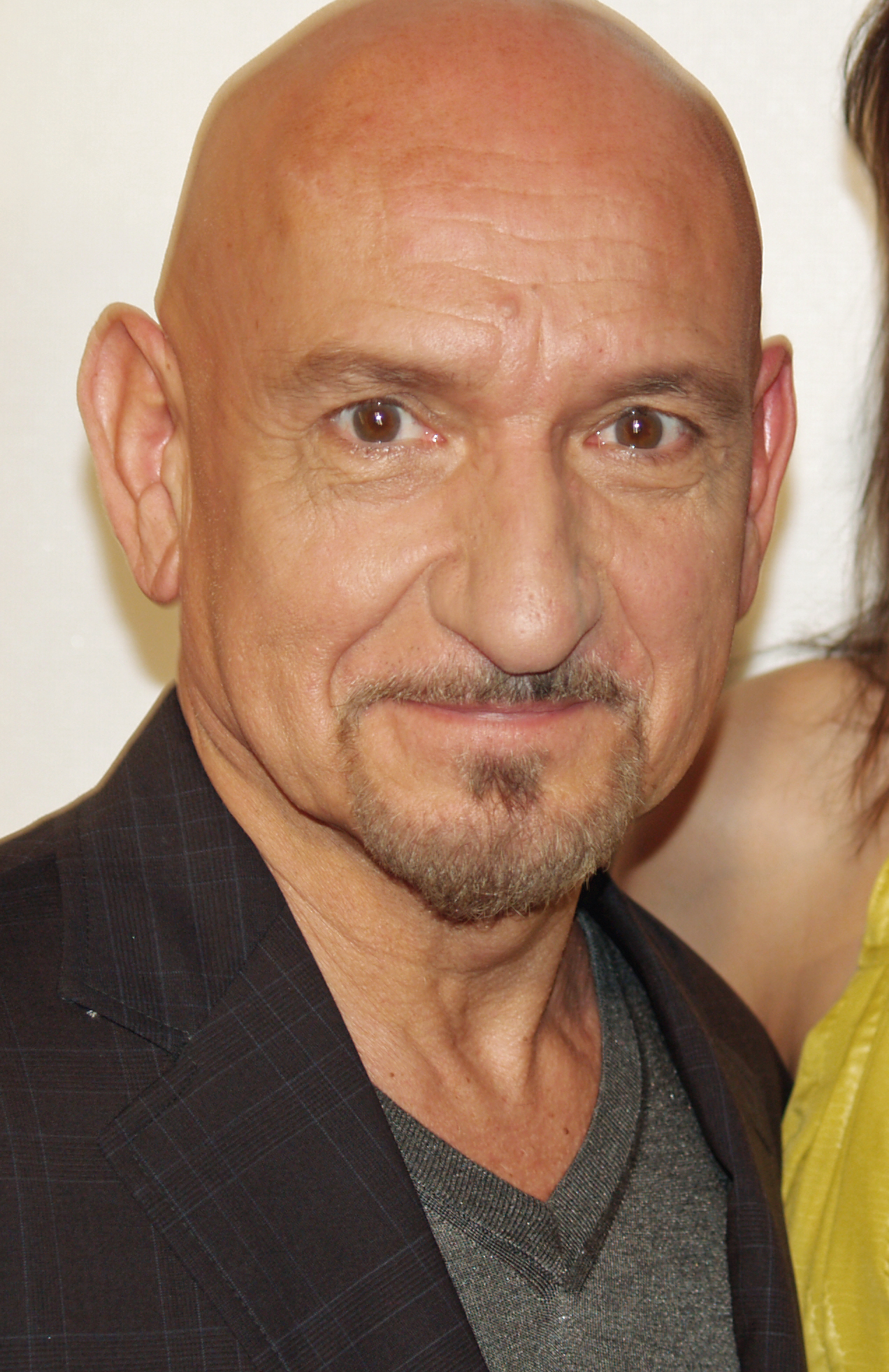
Ben Kingsley (* 31. Dezember)

- 01. Oktober: Jean-Jacques Annaud, französischer Regisseur
- 02. Oktober: Eduardo Serra, portugiesisch-französischer Kameramann
- 03. Oktober: Jean-Paul Bonnaire, französischer Schauspieler († 2013)
- 04. Oktober: Mick Jackson, britischer Regisseur
- 05. Oktober: Inna Tschurikowa, sowjetische bzw. russische Schauspielerin († 2023)
- 08. Oktober: Chevy Chase, US-amerikanischer Schauspieler
- 09. Oktober: Lorna Raver, US-amerikanische Schauspielerin
- 14. Oktober: Franz Jarnach, deutscher Schauspieler († 2017)
- 15. Oktober: Pierre-William Glenn, französischer Kameramann, Regisseur und Drehbuchautor († 2024)
- 15. Oktober: Penny Marshall, US-amerikanische Regisseurin († 2018)
- 16. Oktober: Christopher Mitchum, US-amerikanischer Schauspieler
- 17. Oktober: Christian Brückner, deutscher Schauspieler und Synchronsprecher
- 22. Oktober: Jan de Bont, niederländischer Regisseur und Kameramann
- 22. Oktober: Catherine Deneuve, französische Schauspielerin
- 27. Oktober: Carmen Argenziano, US-amerikanischer Schauspieler († 2019)
- 28. Oktober: Cornelia Froboess, deutsche Schauspielerin
- 29. Oktober: Christopher Cain, US-amerikanischer Regisseur

November
- 01. November: John McEnery, britischer Schauspieler († 2019)
- 05. November: Sam Shepard, US-amerikanischer Schauspieler († 2017)
- 11. November: Lourdes Portillo, US-amerikanische Filmproduzentin, Regisseurin und Drehbuchautorin († 2024)
- 12. November: Wallace Shawn, US-amerikanischer Schauspieler
- 17. November: Lauren Hutton, US-amerikanische Schauspielerin
- 20. November: Mie Hama, japanische Schauspielerin
- 28. November: George Trumbull Miller, australischer Film- und Fernsehregisseur und Produzent († 2023)
- 28. November: Randy Newman, US-amerikanischer Komponist
- 28. November: Manlio Rocchetti, italienischer Maskenbildner († 2017)
- 30. November: Terrence Malick, US-amerikanischer Drehbuchautor, Regisseur und Produzent
- 30. November: Leonard Schrader, US-amerikanischer Regisseur und Produzent († 2006)

Dezember
- 13. Dezember: Gertraud Jesserer, österreichische Film- und Burgschauspielerin († 2021)
- 16. Dezember: Róbert Koltai, ungarischer Schauspieler und Regisseur
- 17. Dezember: Christopher Cazenove, britischer Schauspieler († 2010)
- 18. Dezember: Alan Rudolph, US-amerikanischer Regisseur
- 21. Dezember: Jack Nance, US-amerikanischer Schauspieler († 1996)
- 23. Dezember: Elizabeth Hartman, US-amerikanische Schauspielerin († 1987)
- 23. Dezember: Harry Shearer, US-amerikanischer Schauspieler
- 25. Dezember: Hanna Schygulla, deutsche Schauspielerin
- 27. Dezember: Eslinda Núñez, kubanische Schauspielerin
- 29. Dezember: Timothy Jerome, US-amerikanischer Schauspieler
- 29. Dezember: Jürgen Kluckert, deutscher Synchronsprecher und Schauspieler († 2023)
- 31. Dezember: Ben Kingsley, britischer Schauspieler
- 31. Dezember: Victor Raider-Wexler, US-amerikanischer Schauspieler

### Tag unbekannt
- Andrew Noren, US-amerikanischer Regisseur und Produzent († 2015)

## Verstorbene

Conrad Veidt († 3. April)

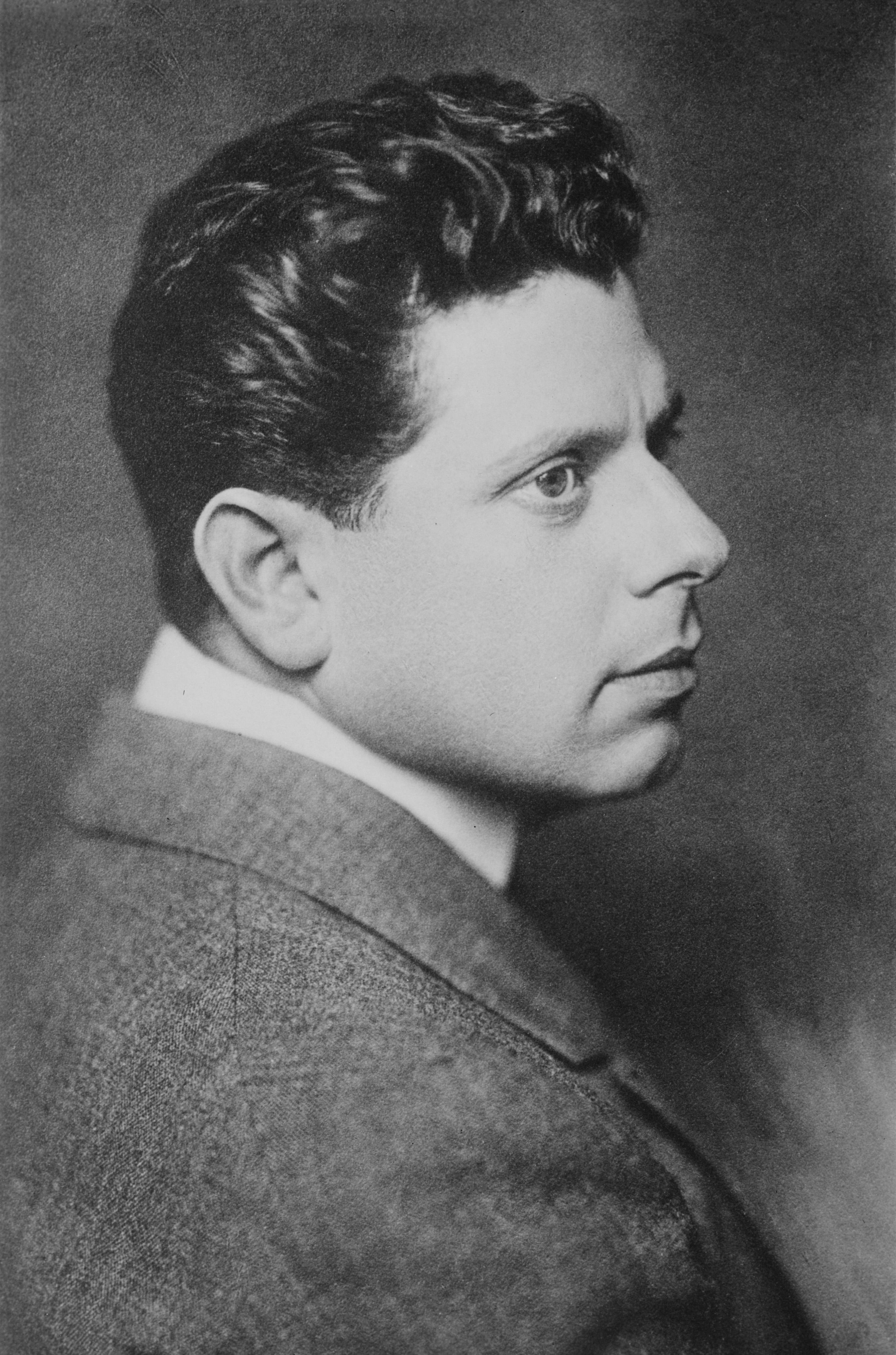
Max Reinhardt († 30. Oktober)

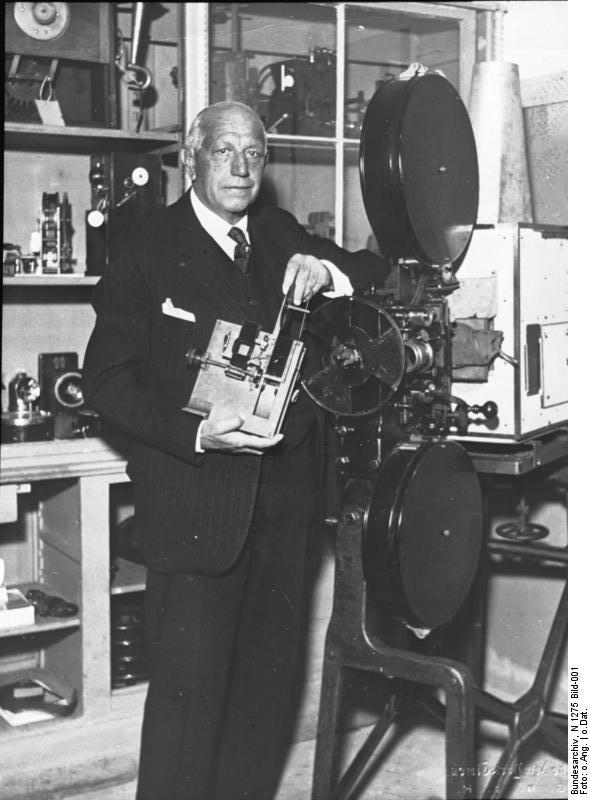
Oskar Messter († 7. Dezember)

### Januar bis Juni
- 000Januar: Lina Salten, deutsche Schauspielerin (* 1890)

- 04. Februar: Rudolf Rittner, deutscher Schauspieler (* 1869)
- 05. Februar: W. S. Van Dyke, US-amerikanischer Regisseur (* 1889)
- 14. Februar: Dora Gerson, deutsche Schauspielerin (* 1899)
- 21. Februar: Eugen Rex, deutscher Schauspieler (* 1884)

- 10. März: Tully Marshall, US-amerikanischer Schauspieler (* 1864)

- 03. April: Conrad Veidt, deutscher Schauspieler (* 1893)
- 08. April: Harry Baur, französischer Schauspieler (* 1880)
- 11. April: Claudine West, britische Drehbuchautorin (* 1890)
- 13. April: Helene von Bolváry, ungarische Schauspielerin (* 1889)
- 30. April: Otto Ernst Lubitz, deutscher Produzent und Drehbuchautor (* 1896)

- 08. Mai: Hans Homma, österreichischer Schauspieler und Regisseur (* 1874)
- 15. Mai: Ralph Erwin, österreichischer Komponist (* 1896)
- 28. Mai: Kurt Lilien, deutscher Schauspieler (* 1882)

- 01. Juni: Leslie Howard, britischer Schauspieler (* 1893)
- 12. Juni: Hanns Heinz Ewers, deutscher Schriftsteller und Filmemacher (* 1871)
- 12. Juni: Hans Junkermann, deutscher Schauspieler (* 1872)

### Juli bis Dezember
- 17. Juli: Arthur Byron, US-amerikanischer Schauspieler (* 1872)

- 000September: Paul Merzbach, österreichischer Drehbuchautor, Regisseur und Schnittmeister (* 1888)
- 08. September: Magnus Stifter, österreichischer Schauspieler (* 1878)
- 10. September: Julius von Szöreghy, ungarischer Schauspieler (* 1883)
- 21. September: Ladislaus Tuszyński, österreichischer Illustrator und Trickfilmzeichner (* 1876)

- 07. Oktober: Eugeniusz Bodo, polnischer Schauspieler und Regisseur (* 1899)
- 10. Oktober: Charles West, US-amerikanischer Schauspieler (* 1885)
- 18. Oktober: Horst Birr, deutscher Schauspieler (* 1912)
- 30. Oktober: Max Reinhardt, österreichischer Regisseur (* 1873)

- 04. November: James P. Hogan, US-amerikanischer Regisseur (* 1890)
- 09. November: Dwight Frye, US-amerikanischer Schauspieler (* 1899)
- 22. November: Lorenz Hart, US-amerikanischer Songwriter (* 1895)
- 30. November: Holger-Madsen, dänischer Schauspieler und Regisseur (* 1878)
- 30. November: Paul Otto, deutscher Schauspieler (* 1878)

- 07. Dezember: Oskar Messter, deutscher Filmpionier (* 1866)
- 09. Dezember: George Cooper, US-amerikanischer Schauspieler (* 1892)
- 27. Dezember: Rupert Julian, US-amerikanischer Regisseur (* 1879)

### Tag unbekannt
- Im Herbst 1943: Alfred Deutsch-German, österreichischer Drehbuchautor und Regisseur (* 1870)